# Body Talks
«Body Talks» (рус. Разговоры о теле) — совместный сингл британских банд-группы The Struts из второго студийного альбома «Young & Dangerous». Выпущена 15 июля 2018 года. Позднее песня была переиздана в виде дуэта с американским певцом-автором песен Кешей 28 августа 2018 года. Сольная версия и дуэтная версия включены как первый и тринадцатый трек соответственно в альбом группы The Struts.

## Фон
Вокалист Люк Спиллер рассказал о предыстории песни в интервью The Elvis Duran Show: «Кеша действительно настоящий рок-н-роллер в глубине души. Когда вы говорите с ней о своей музыке и прочем, она любит Stones». Она любит много великих британских групп. Поэтому я думаю, что мы естественно соединились, и она услышала песню, и это было действительно».
Кеша также говорила о песне в заявлении Rolling Stone. «The Struts - одна из моих любимых нынешних групп, поддерживающая дух классического рок-н-ролла с их дикой энергией и сексуальным стилем. Это песня о моем любимое занятие: бугинг".

## Музыкальное видео
Музыкальное видео для дуэта с Кешой было выпущено 28 августа 2018 года. В этом ролике группа играет песню, в то время как Spiller танцует на красном фоне с тростью, а Кеша сидит на золотом троне, крича через мегафон. Дуэт использует несколько случайно нарисованных реквизита, в том числе бананы, пирамиды, петухи, черепа, мороженое и леденцы на палочке.

## Чарты
Сольная версия песни достигла 12-го места в Billboard US Alternative, № 33 в Billboard US Mainstream Rock и № 15 в Billboard Hot Rock Songs.

## Выступление
The Struts и Кеша впервые исполнили песню вместе на «Tonight Show» с Джимми Фэллоном в главной роли 15 ноября 2018 года.
Песня была снова исполнена вместе во время шоу в Атлантик-Сити, штат Нью-Джерси, на Ocean Resort 16 ноября 2018 года.